# Harry Halm

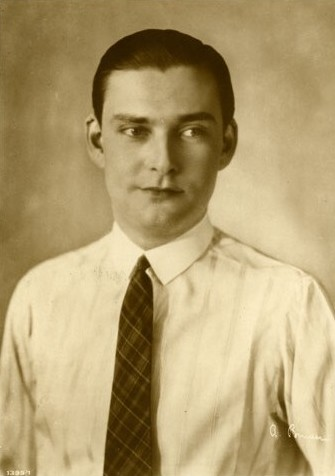
Harry Halm 1927 auf einer Fotografie von Alexander Binder

Harry Halm (* 17. Januar 1902 in Schöneberg; † 22. November 1980 in München, eigentlich Harry Hermann Hahn) war ein deutscher Schauspieler.

## Leben
Harry Halm wurde 1902 in der elterlichen Wohnung in der Luitpoldstraße 17 in Schöneberg geboren. Seine Eltern waren der  Regisseur Alfred Halm und dessen Ehefrau Minnie geb. Landes. Beide waren jüdischer Herkunft, traten aber später aus jüdischen Gemeinde aus. Er nahm Schauspielunterricht bei Eduard von Winterstein und Hermann Vallentin und begann seine Bühnenlaufbahn 1919 am Schauspielhaus in Potsdam.
Darauf ging er nach Hamburg und später nach Berlin. Seit 1923 stand er auch vor der Kamera und erhielt Hauptrollen als Charmeur und adretter Frauenheld in zahlreichen, allerdings nicht besonders prägnanten Stummfilmen. Mehrfach war dabei die junge Lilian Harvey seine Partnerin.
Seit 1925 war er mit der Arzttochter Elisabeth Berta Hildegard Reyher verheiratet. 1936 wurde die Ehe geschieden.
Mit Beginn des Tonfilmzeitalters musste er sich auf Nebenrollen beschränken. Gleich nach der „Machtergreifung“ emigrierte er nach Wien und blieb auch nach dem Anschluss Österreichs von den Nazis unbehelligt, da er unauffällig als Mechaniker in einer Werkstatt arbeitete. Erst in der Nachkriegszeit kam er wieder zu einigen Filmeinsätzen.

## Filmografie
- 1923: Freund Ripp
- 1923: Der Evangelimann
- 1924: Windstärke 9
- 1925: Das Geheimnis der alten Mamsell
- 1925: Liebe und Trompetenblasen
- 1925: Der Demütige und die Sängerin
- 1925: Die vertauschte Braut
- 1925: Kammermusik
- 1925: Die Feuertänzerin
- 1925: Die drei Portiermädel
- 1925: Wenn die Liebe nicht wär’!
- 1925: Die unberührte Frau
- 1926: Nur eine Tänzerin
- 1926: Die sieben Töchter der Frau Gyurkovics
- 1926: Vater werden ist nicht schwer…
- 1926: Prinzessin Trulala
- 1926: Ich hab’ mein Herz in Heidelberg verloren
- 1927: Eheferien
- 1927: Die tolle Lola
- 1927: Die Leibeigenen
- 1927: Wie heirate ich meinen Chef?
- 1927: Mein Heidelberg, ich kann Dich nicht vergessen
- 1927: Die Königin des Varietes
- 1928: Gaunerliebchen
- 1928: Der Ladenprinz
- 1928: Zwei rote Rosen
- 1928: Moral
- 1928: Heut’ tanzt Mariett
- 1928: Die blaue Maus
- 1928: Ihr dunkler Punkt
- 1929: Adieu, Mascotte
- 1929: Wer wird denn weinen, wenn man auseinandergeht
- 1929: Jennys Bummel durch die Männer
- 1929: Die verschwundene Frau
- 1929: Wenn Du einmal Dein Herz verschenkst
- 1930: Hokuspokus
- 1930: Rosenmontag
- 1930: Die blonde Nachtigall
- 1931: Die Faschingsfee
- 1931: Der wahre Jakob
- 1931: Kyritz – Pyritz
- 1931: Sein Scheidungsgrund
- 1932: Ein toller Einfall
- 1932: Die Vier vom Bob 13
- 1932: Zu Befehl, Herr Unteroffizier
- 1932: Chauffeur Antoinette
- 1933: Liebe muß verstanden sein
- 1947: Die Welt dreht sich verkehrt
- 1948: Hin und her
- 1952: Die Försterchristel
- 1952: Der eingebildete Kranke
- 1952: Alraune
- 1952: Im weißen Rößl (nur Co-Drehbuch)
- 1955: Königswalzer
- 1957: Der kühne Schwimmer

## Theater
- 1930: Eduard Knoblauch: Der Faun – Regie: Paul Henkels (Lessingtheater Berlin)